# شمس الدين زكي
شمس الدين يارموخيتفيتش زاكي ((بالتتارية: Гобәйдуллин Шәмсетдин Ярмөхәммәт угылы) و (بالبشكيرية: Шәмсетдин Ярмөхәмәт улы Зәки)، (1822، وفقًا لمصادر أخرى، 1821 أو 1825، قرية زياك إيشميتوفو في كانتون الباشكير العاشر بمقاطعة أورينبورغ، حاليًا مقاطعة كويورجينسكي ‏، - أكتوبر 1865، تاغونروغ) - شاعر الباشكيريين والتتار، من أتباع الصوفية. كتب بالجغتائية والتركية (العثمانية القديمة) والعربية والفارسية. أخذ الاسم المستعار على اسم قريته زياك.

## سيرة
ولد عام 1822 في قرية ايزياكوفو بورزيان(م 1) منطقة أبرشية محافظة أورينبورغ أورينبورغ (الآن قرية زياك إيشميتوفو التابعة لمقاطعة كويورجينسكي ‏ جمهورية باشكورستان) في عائلة الملا. أعمى في مرحلة الطفولة المبكرة. درس في مدرسة بقرية أشكدار - باليكلي، ووصل إلى قازان عن عمر يناهز 23 عامًا وتعلم لمدة 7 سنوات، كما درس في مدرسة موكاميتكريم. وبعد افتتاح المدرسة في قرية زياك إيشميتوفو، عاد ودرب شاكيرديين، حيث درس في مدرسة ستيرليباشيفسك. وكان من بين شاكيرته الشعراء مفتاح‌ الدين أكميلا وغالي شكري وآخرين.
كان متذوقا للشعر الشرقي والأدب الكلاسيكي العربي. في عام 1865 توفي على الطريق وهو ذاهب لأداء فريضة الحج.
تم الحفاظ على كتابات زكي شمس الدين في مخطوطة مكتوبة باللغة التركية والفارسية والعربية (46 منها باللغة التركية و 6 باللغة العربية و 1 باللغة الفارسية). رفض الحياة الواقعية، وظلم النظام العام لذي أدى بالرغبة الباطنية للبطل في أن يصبح معزولًا في عالمه الداخلي. تم العثور على عمق فلسفي لأفكاره حول الحياة، قول مأثور ودقة الكلمة في قصائد «سيكون - لن يكون»، «من الضروري أن نتعلم».

## الهوامش
- م 1 بورزيان هو تكوين عشائري من أصول الباشكيرية القديمة كجزء من جنوب شرق الباشكير.

## أدب
- مينغولوف هـ. سادريدينوف ش. التتار في القرن التاسع عشر، كازان، 1982.
- جينولين م.هـ. أدب التتار في القرن التاسع عشر قازان، 1975.
- شاريبوفا ز. القلم والكلمة. أوفا، 1993.
- انقطع حج ر. ن. راسكوسوف في تاغونروغ. // دون تيميكر عام 2016 / دون تيميكر. سنة النشر. BK. روستوف نا دونو، 2015. العدد. 24. ص 118-121.